# قلاب‌دهان آرام شمالی
قلاب‌دهان آرام شمالی(نام علمی: Merluccius productus) نام یک گونه از سرده قلاب‌دهان است.